# ماركو ليوبيتشيتش
ماركو ليوبيتشيتش (بالصربية: Марко Љубичић) مواليد 23 يوليو 1987 في نوفي ساد، جمهورية صربيا الاشتراكية، هو لاعب كرة سلة صربي. بدأ مسيرته الاحترافية في سنة 2008. حقق المركز الأول في الألعاب الجامعية الصيفية 2011.

## المسيرة الاحترافية
لعب مع نادي بودوشنوست لكرة السلة في موسم 2009–2010، ثم لعب مع نادي إكاروس كاليثيا لكرة السلة في موسم 2011–2012، ثم لعب مع باسكت مانريسا في الدوري الإسباني في سنة 2014، ثم لعب مع إم زد تي سكوبيه في موسم 2015–2016.

## الميداليات
| الميدالية | المسابقة                      |
| --------- | ----------------------------- |
| ذهبية     | الألعاب الجامعية الصيفية 2011 |

## روابط خارجية
- ماركو ليوبيتشيتش على موقع الدوري الإسباني لكرة السلة (الإسبانية)
- ماركو ليوبيتشيتش على موقع كرة السلة الأوروبية.كوم (الإنجليزية)
- ماركو ليوبيتشيتش على موقع ريلجم (الإنجليزية)
- ماركو ليوبيتشيتش على موقع بروبوليرز (الإنجليزية)
- ماركو ليوبيتشيتش على موقع سبورتس رفرنس (الإنجليزية)